# Richard Alden Howard
Richard Alden Howard, född den 1 juli 1917 i Stamford, Connecticut, död den 18 september 2003 i Cohasset, Massachusetts var en amerikansk botaniker och växttaxonom. Han var anställd vid Arnold Arboretum mellan 1954 och 1977 och är känd för sitt arbete inom tropisk biologi samt som författare till Flora of the Lesser Antilles.
Auktorsnamnet R.A.Howard kan användas för Richard Alden Howard i samband med ett vetenskapligt namn inom botaniken; se Wikipediaartiklar som länkar till auktorsnamnet.